# Тетракварк

Тетракварк — частинка, що складається з двох кварків і двох антикварків. Спін тетракварка може бути тільки цілим, тому тетракваркову структуру можуть мати тільки мезони. Через наявність більшої кількості ступенів свободи, тетракварки можуть мати квантові числа, які неможливі для кварк-антикваркових пар (тобто, для звичайних мезонів).

## Виявлення
Як можливих кандидатів у тетракварки часто розглядали нейтральні мезони a0 (980) і f0 (980), а також сімейство збуджених Ds-мезонів. У січні 2012 року колаборація Belle повідомила про відкриття нових екзотичних тетракварків на електрон-позитронному колайдері KEKB (Японія)
.
У червні 2013 року дві незалежні групи повідомили про Zc (3900).

Екзотичні адрони не вписуються в традиційну класифікацію, згідно з якою всі адрони (субатомні частинки, які беруть участь у сильній взаємодії) поділяють на баріони, які складаються з трьох кварків, і мезони, які містять кварк і антикварк. Серед таких «нестандартних» частинок, виявлених фізиками -  'Z (4430)' , перші свідчення існування якої були отримані в 2007 році. Z (4430) являє собою тетракварк і складається з двох кварків і двох антикварків.
Однак достовірність результатів, отриманих в експерименті Belle (коли Z (4430) помітили вперше), здалася науковому товариству недостатньою: пік, який свідчив, що на детектор потрапила частинка масою 4430 МеВ, міг з'явитися в результаті помилки під час аналізу даних. Пізніше результати Belle Corporation були підтверджені зі статистичною значимістю 5,2 σ, а експерименти LHCb остаточно довели, що тетракварк Z (4430) існує.
Міжнародна група вчених проаналізувала понад 250 00 розпадів B-мезонів, вибраних із даних про 180 трильйонів протон-протонних зіткнень на ВАК. Статистична значимість сигналу Z (4430) склала щонайменше 13,9 σ, що більш ніж достатньо для підтвердження існування цієї частинки.
У липні 2021 року колаборація LHCb повідомила про відкриття екзотичного тетракварка Tcc+. Заряд частинки +1, а маса близько 3,875 ГеВ. Час існування частинки в 10-500 разів більший за час існування інших частинок близької маси. Результати представлено на Конференції з фізики високих енергій Європейського фізичного товариства, а також опубліковано на сайті CERN.